# Yves Bur
Pour les articles homonymes, voir Bur.
Yves Bur, né le 10 mars 1951 à Strasbourg (Bas-Rhin), est un docteur en chirurgie dentaire et homme politique français.
Il a été député de la 4e circonscription du Bas-Rhin de 1995 à 2012. Il a été maire de Lingolsheim de 1995 à 2020. Ancien membre de l'Union pour la démocratie française, il adhère ensuite à l'Union pour un mouvement populaire puis aux Républicains.

## Biographie
Né le 10 mars 1951 à Strasbourg, Yves Bur obtient un doctorat en odontologie en 1975 à la faculté de chirurgie dentaire de Strasbourg. Il exerce en tant que chirurgien-dentiste libéral à Lingolsheim de 1976 à 2002. Il deviendra d’ailleurs membre du conseil départemental de l’Ordre des chirurgiens dentiste en 1988. Engagé dans l’action syndicale professionnelle au sein de l’Union des jeunes chirurgiens dentistes (UJCD) dont il intègre le Bureau national, Yves Bur se penche très vite sur les perspectives d’avenir de sa profession en défendant notamment à cette époque une approche économique de l’environnement professionnel.
Au-delà de l’intérêt qu’il porte à son métier, le praticien décide de s’impliquer dans la vie publique. C’est pourquoi, en 1983, il entre au conseil municipal de Lingolsheim, ville alsacienne de 17 000 habitants, où il exerce la fonction d’adjoint au maire, chargé de la vie associative. En 1989, Yves Bur est réélu aux côtés du maire de Lingolsheim et se voit confier la politique de la ville et de la rénovation urbaine.
Après douze années de « terrain », il est élu maire de la ville en juin 1995 et sera reconduit dans son mandat en 2001, année au cours de laquelle il deviendra vice-président de la communauté urbaine de Strasbourg.
Élu député de la 4e circonscription du Bas-Rhin en juin 1995 sur une élection partielle et réélu en 1997, il s’investit aussitôt, en tant que membre de la Commission des affaires sociales, dans les domaines de l’action sociale et de l’exclusion, des personnes âgées et des personnes handicapées, ainsi que dans les questions de santé et de sécurité sociale. Afin de se consacrer pleinement à son mandat de député, ainsi qu’à celui de Maire, Yves Bur démissionne du conseil général du Bas-Rhin en mai 2001.
Réélu député, en 2002, au premier tour, avec 58 % des voix, Yves Bur devient secrétaire de la Commission des Affaires culturelles, sociales et familiales et est nommé rapporteur du projet de loi de financement de la Sécurité sociale (PLFSS) pour 2003, plus particulièrement sur la partie des recettes et de l’équilibre général.
Parallèlement, Yves Bur se penche sur une autre question centrale du dossier du système de santé : le médicament. Président du groupe d’études sur le médicament et les produits de santé de l’Assemblée nationale, il pilote les travaux d’enquête et d’analyse sur l’univers du médicament.
Cet intérêt et cette détermination pour les questions relatives au système de santé et à son financement le conduisent à représenter l’Assemblée nationale au sein d’organismes extraparlementaires : Haut conseil sur l’avenir de l’assurance maladie, membre titulaire de la commission des comptes de la Sécurité sociale et membre titulaire du conseil de surveillance du fonds de réserve pour les retraites.
Parallèlement à ces enjeux nationaux, Yves Bur s’implique fortement dans les relations franco-allemandes. Président du groupe Amitié France Allemagne, réunissant 94 députés, il anime, avec son homologue allemand du Bundestag, les programmes d’échanges de députés entre les deux pays.
L’année 2004 constitue une étape importante dans l’engagement politique et public d’Yves Bur. Le 5 mai 2004 il est élu à la vice-présidence de l’Assemblée nationale avec la responsabilité de la délégation pour le Bureau chargée des groupes d’études. Parallèlement, il rejoint la commission des finances en vue d’approfondir son travail sur la réforme de l’organisation et du financement de la Sécurité sociale. En juin 2005, il est réélu vice-président de l'assemblée avec une nouvelle responsabilité : les relations internationales.
Le 7 mars 2007, il préside à l'élection du président de l'Assemblée nationale, Patrick Ollier. Au mois de juin suivant, après la victoire de la droite aux élections législatives, il est pressenti pour lui succéder au « perchoir » et devenir ainsi président de la chambre basse, mais c'est Bernard Accoyer, président du groupe UMP, qui est finalement élu.
Se rattachant à la famille de pensée centriste, si Yves Bur s’est inscrit en 1992 au CDS, il est un partisan de l’union de la droite. À ce titre, il participe activement au mouvement des refondateurs et rejoint l’UMP dès sa constitution, suite logique de son engagement en faveur de l’UEM en 2001. Cette démarche lui vaut d’être élu en 2002 vice-président du groupe UMP de l’Assemblée nationale (fonction qu’il quitte en 2004 pour se consacrer à la vice-présidence de l’Assemblée), ainsi que secrétaire national du parti UMP chargé des relations entre la France et l’Allemagne. Il est également, depuis 2003 président de l’UMP du Bas-Rhin.
Le 10 juin 2007, il est réélu député par 57 % des voix au premier tour.
Il est membre du groupe d'études sur la question du Tibet de Assemblée nationale.
Lors des élections législatives françaises de 2012, c'est comme suppléant de Sophie Rohfritsch qu'il se présente. Cette dernière lui succède comme députée en obtenant 65,5 % des voix au second tour.
Le 13 juin 2013, il célèbre, comme maire de Lingolsheim, le premier mariage homosexuel d'Alsace, expliquant qu'il a « célébré ce mariage comme n'importe quelle union », ayant « devant [lui] des personnes qui s'aiment et qui l'ont dit devant des témoins et avec leurs familles ».

### Action politique
Spécialiste de la santé publique, Yves Bur a présenté le 2 novembre 2005 la proposition de loi visant à interdire de fumer dans les lieux publics et les lieux de travail pour protéger les salariés contre les dangers du tabagisme passif. Cette initiative a lancé un débat national qui a abouti à la publication du décret no 2006-1386 du 15 novembre 2006 fixant les conditions d'application de l'interdiction de fumer dans les lieux affectés à un usage collectif.
Plusieurs autres mesures phares dans le domaine de la santé lui sont également dues, notamment :
- suppression des distributeurs automatiques dans les écoles pour lutter contre les pratiques de grignotage et l'obésité infantile ;
- augmentation de la taxation des prémix afin de lutter contre l'alcoolisme des adolescents ;
- ajout de la photo de l'assuré sur la Carte Vitale II pour lutter contre les fraudes à la Sécurité Sociale ;
- projet d'instaurer un jour de carence supplémentaire sur les arrêts maladie ; ce projet a été qualifié de scandaleux par François Chérèque, secrétaire général de la CFDT.

Par ailleurs, Yves Bur est aussi à l'origine de la taxe sur les poids lourds dite « Bur », qui aurait dû être appliquée en 2007 à titre expérimental en Alsace pour cinq ans afin de lutter contre le report sur les routes alsaciennes du trafic de poids lourds consécutif à la LKW-Maut, une taxe similaire appliquée en Allemagne. Pour cette action, la fédération des associations de protection de la nature et de l’environnement France Nature Environnement lui a décerné son prix du « Hérisson de cristal », destiné à mettre en lumière des personnalités et leurs initiatives favorables à l'environnement. Cette taxe est cependant repoussée d'année en année pour des raisons techniques.

## Mandats

### Mandat national
- 2007-2012 : député de la 4e circonscription du Bas-Rhin
- 2002-2007 : député de la 4e circonscription du Bas-Rhin (Vice-président de l’Assemblée nationale de 2004 à 2007)
- 1997-2002 : député de la 4e circonscription du Bas-Rhin
- 1995-1997 : député de la 4e circonscription du Bas-Rhin

### Mandat départemental
- 1994-2001 : conseiller général du Bas-Rhin
- 1993-1994 : conseiller général du Bas-Rhin

### Mandat local
- 1995-2020 : maire de Lingolsheim (Bas-Rhin)
- 1983-1995 : adjoint au maire de Lingolsheim (Bas-Rhin)

### Autres fonctions
- Président de la fédération UMP du Bas-Rhin de 2003 à 2008
- Vice-président de la communauté urbaine de Strasbourg de 2001 à 2008